# Paronitis excavaticollis
Paronitis excavaticollis är en skalbaggsart som beskrevs av Vladimir Balthasar 1942. Paronitis excavaticollis ingår i släktet Paronitis och familjen bladhorningar. Inga underarter finns listade i Catalogue of Life.